# Caribair
Caribair era una línea aérea de Santo Domingo, República Dominicana. Que operaba servicios programados desde la República Dominicana a Haití y Aruba, también como vuelos de chárter y servicios taxi a través del Caribe. Su base principal fue el Aeropuerto Internacional La Isabela de Santo Domingo. 

## Flota histórica
La flota de Caribair se compuso por las siguientes aeronaves:
| Aeronaves                      | Total | Introducido | Retirado | Matrículas |
| ------------------------------ | ----- | ----------- | -------- | --- |
| Bell 206                       | 1     | ??          | ??       | ?? |
| Britten-Norman Islander        | 1     | 1995        | 2008     | HI-653 (rrg. HI-653CA) |
| British Aerospace Jetstream 31 | 1     | 2006        | c. 2009  | HI-746CA (rrg. HI-746CT y HI746)                                                                                                 |
| Cessna 172                     | 1     | ??          | 2007     | ?? |
| Cessna 550 Citation II         | 1     | 2003        | 2004     | N815MA |
| Let L-410 Turbolet             | 6     | 1997        | 2009     | HI-671CA (rrg. HI-671CT), HI-676CT (rrg. HI-713CA y HI-713CT), HI-666CT, LY-AZF (rrg. HH-CRT), HI-698CT y S9-TAV (rrg. HI-697CT) |
| Piper PA-31 Navajo             | 3     | 1983        | 2009     | HI-569CT (rrg. HI-569), HI-585 (rrg. HI-585CA) y HI-608CA                                                                        |
| Piper PA-32 Cherokee Six       | 1     | 1983        | ??       | HI-314CT |
| Saab 340                       | 2     | 2007        | 2009     | HI-866 y HI-848 |

## Antiguos destinos
Caribair operaba servicios a los siguientes destinos internacionales programados (en enero de 2005): Puerto Príncipe y Santiago de Cuba.
Caribair volaba a 26 destinos en nueve países, entre ellos Aruba, Bahamas, Haití, Antillas Neerlandesas, Jamaica, Puerto Rico, Trinidad y Tobago, Cuba y algunos vuelos chárter programados a Estados Unidos.
Los destinos nacionales incluían todos los aeropuertos de República Dominicana, lo que la convertía en la aerolínea más grande del país.
| Países               | Destinos                   | Aeropuertos                                    |
| -------------------- | -------------------------- | ---------------------------------------------- |
| República Dominicana | Barahona                   | Aeropuerto Internacional María Montez          |
| República Dominicana | Constanza                  | Aeropuerto Doméstico de Constanza              |
| República Dominicana | La Romana                  | Aeropuerto Internacional de La Romana          |
| República Dominicana | Las Terrenas               | Aeródromo de Portillo                          |
| República Dominicana | Montecristi                | Aeropuerto Osvaldo Virgil                      |
| República Dominicana | Pedernales                 | Aeropuerto Doméstico de Cabo Rojo              |
| República Dominicana | Puerto Plata               | Aeropuerto Internacional Gregorio Luperón      |
| República Dominicana | Punta Cana                 | Aeropuerto Internacional de Punta Cana         |
| República Dominicana | Samaná                     | Aeropuerto de Arroyo Barril                    |
| República Dominicana | Samaná                     | Aeropuerto Internacional Presidente Juan Bosch |
| República Dominicana | Santiago de los Caballeros | Aeropuerto Internacional del Cibao             |
| República Dominicana | Santo Domingo              | Aeropuerto Internacional Joaquín Balaguer      |

### Destinos regulares
| Países               | Destinos        | Aeropuertos                                   |
| -------------------- | --------------- | --------------------------------------------- |
| Aruba                | Oranjestad      | Aeropuerto Internacional Reina Beatrix        |
| Haití                | Puerto Príncipe | Aeropuerto Internacional Toussaint Louverture |
| Jamaica              | Montego Bay     | Aeropuerto Internacional Sir Donald Sangster  |
| República Dominicana | Santo Domingo   | Aeropuerto Internacional Joaquín Balaguer     |